# Дворец для Путина. История самой большой взятки
«Дворе́ц для Пу́тина. Исто́рия са́мой большо́й взя́тки» — документальный фильм-расследование Фонда борьбы с коррупцией, размещённый в интернете 19 января 2021 года.
Фильм повествует о коррупционной схеме, которая, по утверждению авторов расследования, возглавляется президентом России Владимиром Путиным. Бо́льшая часть фильма посвящена Дворцу Путина — резиденции на берегу Чёрного моря в районе Геленджика, принадлежащей, как утверждается, Владимиру Путину через доверенных лиц. Площадь дворцового комплекса составляет 68 га, при этом 7000 га земли вокруг дворца являются закрытой территорией, находящейся в ведомстве ФСБ. Стоимость строительства дворцового комплекса ФБК оценил в 100 млрд рублей (1,1 млрд евро).
Расследование опубликовано на видеохостинге YouTube 19 января 2021 года, вскоре после возвращения Алексея Навального (лечившегося от отравления в Германии) в Россию и его ареста. Фильм набрал свыше 132 миллионов просмотров, став самым популярным видео российского YouTube в 2021 году и абсолютным лидером среди неразвлекательного контента, а также рекордсменом по количеству положительных оценок пользователей. Кроме того, фильм попал в первую десятку трендов YouTube в 26 странах, в десяти из них заняв первое место.

## Сюжет

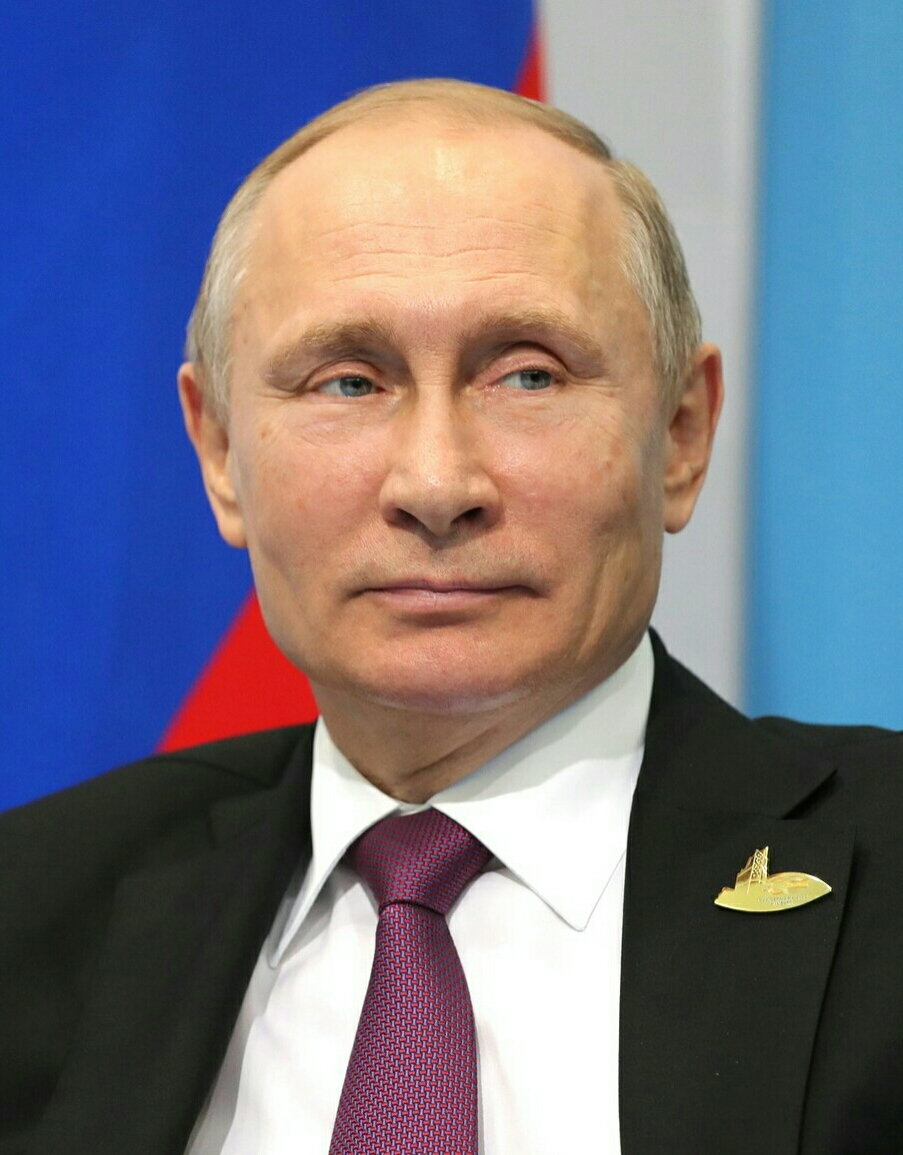
Использованное в оформлении заставок фильма фото В. В. Путина (2017)

В начале фильма содержится призыв выйти на протесты 23 января 2021 года с требованиями освобождения автора фильма — Алексея Навального, который после своего отравления в августе 2020 года проходил лечение в Германии и по возвращении в Россию был арестован по обвинению в нарушении им условий испытательного срока по делу «Ив Роше».
Далее уже сам Алексей Навальный рассказывает об истории создания фильма-расследования, который он называет психологическим портретом В. В. Путина.

- Введение. Путин в Дрездене. Балы КГБ, танцы и первые друзья.

Фильм начинается с описания периода, когда Путин жил и работал в Дрездене. Там он познакомился со своими коллегами Сергеем Чемезовым и Николаем Токаревым, которые впоследствии, при президенте Путине, возглавят крупные госкорпорации.

- Глава 1. «Петербург». Молодой Путин, Бандитский Ленинград и первые крупные взятки. Как Лёша Миллер принимал конверты с деньгами.

После возвращения в Петербург Путин перешёл на работу в ЛГУ, где он встретил своих бывших однокурсников Николая Егорова, Ильгама Рагимова и Виктора Хмарина. Как утверждается в фильме, именно Егоров рекомендовал Путина на работу в комитете по внешним связям Санкт-Петербурга. В мэрии вместе с Путиным работали Дмитрий Медведев, Виктор Зубков, Алексей Миллер, Игорь Сечин, Владимир Чуров, Герман Греф, Алексей Кудрин, Дмитрий Козак и Виталий Мутко. Путин подписывал различные разрешения для Петербургского морского порта, директором нефтяного терминала которого работал Александр Дюков. Через этот терминал поставлял за границу нефтепродукты Геннадий Тимченко.

- Глава 2. «Москва». Письма Людмилы Путиной. Как Владимир Владимирович с Игорем Ивановичем поссорились. Путин спасает семью Ельцина.

В 1996 году Анатолий Собчак проиграл выборы губернатора Санкт-Петербурга. После этого Павел Бородин пригласил Путина в управление делами президента на должность своего заместителя. А уже в 1997 году Анатолий Чубайс рекомендовал Путина в Администрацию президента на должность начальника главного контрольного управления. Быт семьи Путиных в это период описывается на основе переписки Людмилы Путиной со своей немецкой подругой Ирэн Питч. Из этой переписки авторы делают заключение, что отдых семьи Путиных оплачивал Маттиас Варниг. В 1998 году Путин был назначен директором ФСБ, после чего принял активное участие в кампании против на тот момент генерального прокурора Юрия Скуратова, расследовавшего дело Mabetex, в котором, по утверждениям авторов фильма, была замешана семья Бориса Ельцина.

- Глава 3. «Дворец». Пролёт над Дворцом Путина. Царские замашки Путина. Самые дорогие интерьеры России.

Главный объект расследования — дворец под Геленджиком в районе села Прасковеевка площадью 17,6 тысячи квадратных метров, который Навальный называет «самой большой взяткой в истории» и «самым большим частным домом в России», со ссылкой на документы. Как утверждается, территория охраняется ФСО, все въезжающие на территорию автомобили осматриваются на нескольких КПП, рабочим строго запрещено проносить с собой даже простые мобильные телефоны с камерой. Кроме самого дворца, на закрытой территории также расположены подземный ледовый дворец и две вертолётные площадки, дендрарий и оранжерея площадью 2,5 тысячи квадратных метров, церковь, амфитеатр, «чайный домик» и 80-метровый мост через овраг к нему. Для доступа к пляжу был прорыт специальный тоннель, в котором есть дегустационная комната с видом на море. Площадь дворцового комплекса составляет 68 га, при этом 7000 га земли вокруг дворца являются закрытой территорией, находящейся в ведомстве ФСБ, сданной в аренду ООО «Комплекс», которое владеет дворцом. Эта же компания арендует береговую линию перед дворцом. Как утверждается в расследовании, рыбалка ближе чем в 2 километрах от мыса Идокопас запрещена, а воздушное пространство над дворцовым комплексом является бесполётной зоной.
Представлен поэтажный план дворца и визуализация (3D-анимация) его внешнего вида и интерьеров. Внутренний двор дворца выполнен в стиле флорентийского палаццо. Ворота украшает копия двуглавого орла на воротах Зимнего дворца. Показаны фотографии некоторых предметов мебели дворца, стоимость каждого из которых составляет более 2 млн рублей. Особый резонанс вызвали «склад грязи», «аквадискотека» и золотые ёршики для унитаза стоимостью 700 евро.

- Глава 4. «Виноградники». Очень дорогое хобби президента. Ещё более дорогое хобби президента. «Оборонная» устричная ферма Путина.

Рядом с дворцом расположено винодельческое хозяйство «Усадьба Дивноморское», строится новый винный завод, которые, как утверждается, принадлежат фирме однокурсника Путина Николая Егорова. Рядом с дворцом есть и устричное хозяйство, которое, как сообщают авторы расследования, не занимается выращиванием устриц, а используется как предлог для запрета перемещения по воде вблизи дворца.

- Глава 5. «Владельцы». Сложная схема простого воровства. Самый щедрый дядя в России.

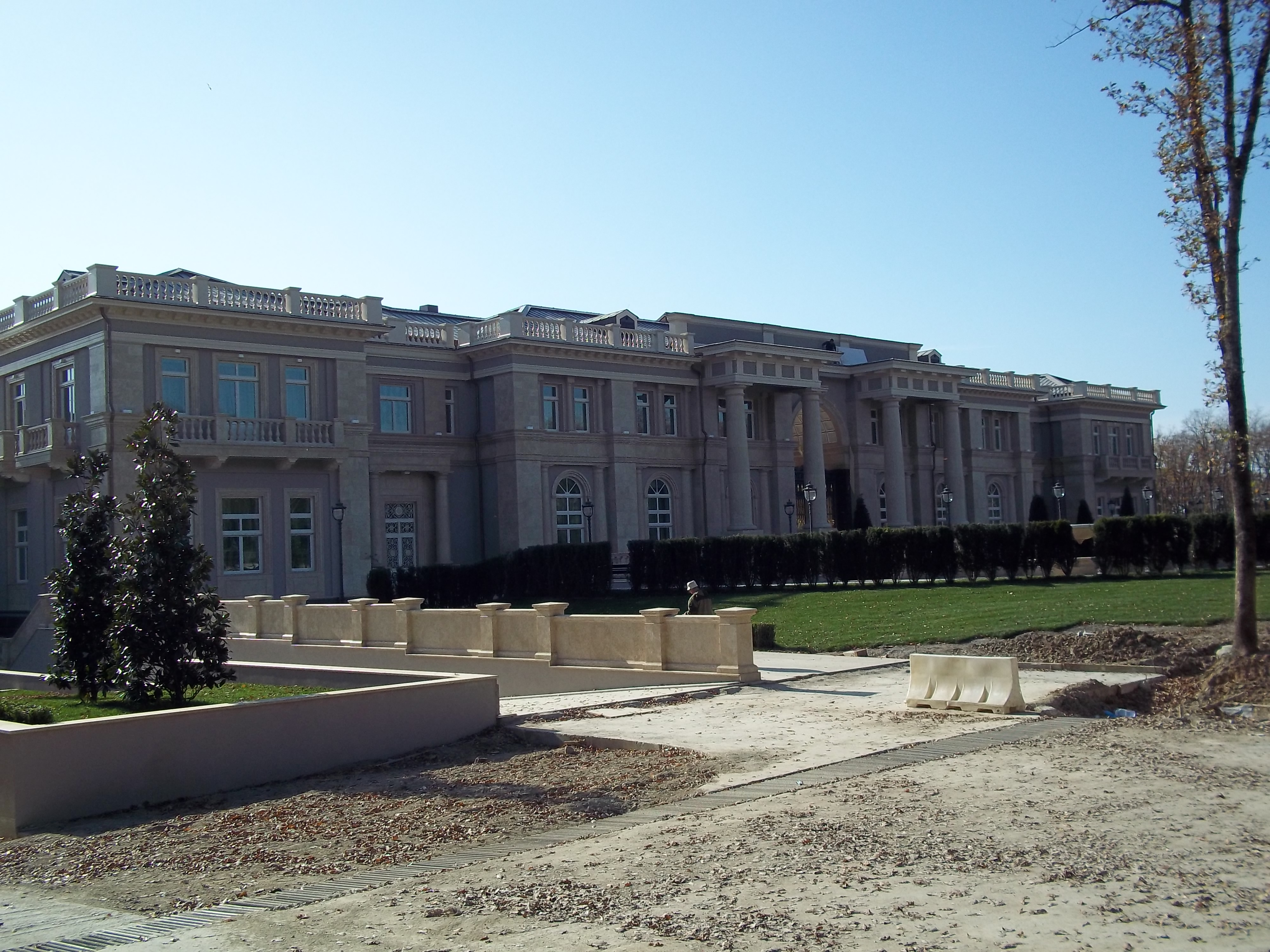
Резиденция на мысе Идокопас (11 ноября 2010)

Как выяснили авторы расследования, на начальном этапе строительством дворца занималась компания «Росинвест», подконтрольная Владимиру Путину, по версии авторов расследования. В 2011 году бизнесмен Александр Пономаренко сообщил, что купил этот дворец у одного из совладельцев «Росинвеста» Николая Шамалова и двух его партнёров. В интервью «Коммерсанту» Пономаренко сообщил, что сумма сделки составила 350 млн долларов. Но, как утверждают авторы со ссылкой на финансовую отчётность офшорной компании Kernicom Enterprises, реальная сумма составила чуть более 356 тысяч долларов, после чего дворец ещё несколько раз менял формального собственника. В настоящий момент, как выяснилось, ключевым владельцем дворца выступает фирма «Акцепт», принадлежащая двоюродному племяннику Путина Михаилу Шеломову.

- Глава 6. «Спонсоры». Подсказываем, почём вся эта роскошь.

В расследовании приведена также схема финансирования строительства дворца. По утверждениям авторов расследования, деньги на его строительство перечисляли в том числе «Транснефть» (которой руководит коллега Путина по КГБ Николай Токарев), «Роснефть» (которой руководит бывший помощник Путина в комитете по внешним связям Санкт-Петербурга Игорь Сечин), Юрий Ковальчук и Геннадий Тимченко.

- Глава 7. «Женщины». Очень тайная любовница президента. Не очень тайная любовница президента.

В схеме финансирования также фигурируют некая Светлана Кривоногих, а также общественная деятельница и бывшая гимнастка Алина Маратовна Кабаева, получавшие деньги из тех же источников, что и компания, владеющая дворцом. Ранее в СМИ появлялись слухи о личных связях Путина с Кривоногих и Кабаевой, а издание «Проект» выпустило расследование, посвящённое Кривоногих и её связи с Путиным, банку Россия и другим элементам, которые были упомянуты в фильме.

- Заключение. «Выводы».

В заключении авторы делают вывод, что потребности окружения Путина в деньгах со временем будет только расти, а единственный путь для улучшения качества жизни широких слоёв населения ― избираемость и сменяемость чиновников. Отличие бедных стран от богатых, по мнению авторов, в том, что в богатых странах люди при малейшем подозрении в нечистоплотности чиновников выходят на улицы, а в бедных странах люди терпят, а чиновники бесконечно продлевают сроки своих полномочий.

## Создание фильма
По информации немецкого издания Schwarzwälder Bote, окончательный монтаж фильма и съёмку сопроводительных комментариев Навальный осуществлял в немецком городе Кирхцартене в земле Баден-Вюртемберг. Работа над фильмом осуществлялась в сотрудничестве со студией «The Black Forest Studios», расположенной в том же городе, в условиях секретности. 8 февраля соратник Навального Леонид Волков в эфире телеканалу «Дождь» подтвердил, что съёмки фильма проходили на «The Black Forest Studios», сообщив, что студия была арендована на два съёмочных дня за 1800 евро (900 евро в день), при этом заявив, что лично подавал заявку в эту студию и лично оплачивал счёт за её услуги.

## Просматриваемость
За первые 24 часа фильм набрал более 20 млн просмотров, став самым просматриваемым роликом на YouTube за 19 января и попав в первую десятку в трендах YouTube в 26 странах, в 10 из них заняв первое место. 28 января 2021 года фильм набрал 100 млн просмотров, а по состоянию на середину мая 2024 года фильм получил 132,27 млн просмотров, более 4,6 млн отметок «Нравится», более 226 тыс. отметок «Не нравится» и более 1,8 млн комментариев.
По оценке директора ФБК Ивана Жданова, всего в разных странах фильм посмотрели более 36 млн «уникальных зрителей».
По оценке агентства «Mediascope», принадлежащего ВЦИОМ, на 27 января целиком фильм посмотрели 3,4 млн россиян, более 2 минут фильм посмотрели 11,6 млн россиян, больше 30 секунд — 15 млн россиян. Всего фильм, по оценке агентства, посмотрели 21,2 млн россиян старше 12 лет; это и те, кто смотрел фильм целиком, и те, кто включил его на несколько секунд. 60 % зрителей фильма — жители крупных городов, в том числе 20 % — жители Москвы.
По данным социологического опроса, проведённого Левада-Центром 29 января — 2 февраля 2021 года, 26 % взрослого населения России посмотрели фильм. Ещё 10 % знакомы с его содержанием, хоть и не видели его, а 32 % слышали о нём, но не знают подробностей. 31 % респондентов ничего не слышали о фильме. «Дворец для Путина» посмотрели гораздо больше респондентов, чем фильм «Он вам не Димон» в 2017 году: тогда расследование посмотрели лишь 7 % опрошенных, а большинство (62 %) вовсе не слышало о нём.
Чаще фильм смотрели молодые люди — 37 % в группе 18—24 года, реже всего — респонденты в возрасте 55 лет и старше (23 %). Среди тех, для кого телевидение является основным источником новостей, фильм посмотрели 19 %. Среди тех, кто считает основным источником информации социальные сети — 36 %, интернет-издания — 39 %, телеграм-каналы — 61 %. Среди тех, кто одобряет деятельность Путина, лишь 18 % видели фильм. Среди тех, кто не одобряет, видели 43 %.

## Общественный резонанс
По данным Левада-Центра, среди тех, кто смотрел фильм, знает о его содержании или слышал о нём, у 17 % отношение к Путину ухудшилось, у 3 % — улучшилось, у 80 % — не изменилось либо они затруднились ответить. При этом 17 % уверены в правдивости содержимого фильма, 38 % — что оно похоже на правду, но достоверность сложно проверить, 33 % — уверены, что это неправда. Люди более молодого возраста более склонны верить содержимому фильма, чем пожилые люди.

### Реакция СМИ

#### Россия

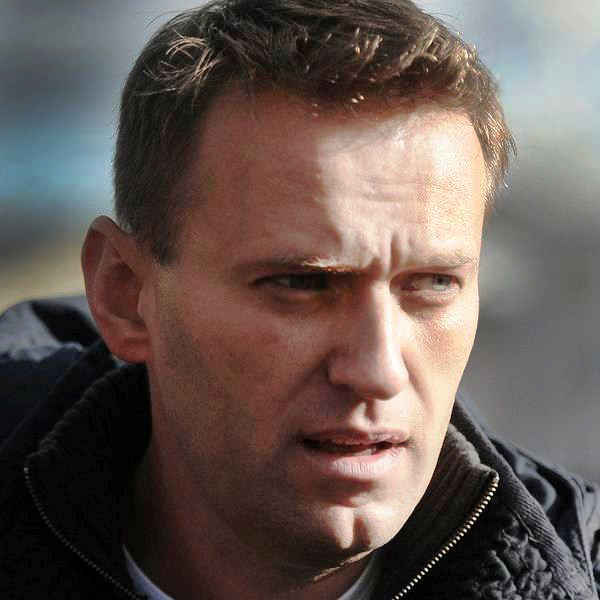
Алексей Навальный, один из создателей фильма

Редакция VTimes отправила запросы к героям расследования (друзьям президента Владимира Путина Юрию Ковальчуку, Геннадию Тимченко, Николаю Егорову и Ильгаму Рагимову, представителям госкомпаний — «Роснефти», «Транснефти» и «Газпрома» и бизнес-омбудсмену Борису Титову). Все они остались без ответа.
24 января ведущий программы «Вести недели» на государственном телеканале «Россия-1» Дмитрий Киселёв высказался о расследовании, приведя свои «восемь аргументов» в пользу его недостоверности. Расследование ФБК, полагает ведущий, было проведено не соратниками Навального или им самим, а «спецслужбами НАТО». Издание The Insider разобрало эти аргументы, отмечая, что Киселёв игнорирует весомые аргументы вроде бесполётной зоны и режима охраны объекта, фокусируясь на малозначительных деталях вроде корректности перевода с английского выражения «склад грязи».
29 января сразу несколько российских СМИ опубликовали материалы о дворце Путина.
Telegram-канал «Mash» опубликовал кадры из здания, которое они назвали дворцом Путина. Главный редактор Максим Иксанов заявил, что попасть на объект ему помог некий «представитель технадзора, который следит за возведением дворца уже шесть лет». В ролике демонстрировалось, что дворец ещё только строится, а его комнаты представляют собой бетонные коробки без облицовки. Позже миллиардер Аркадий Ротенберг, считающийся близким другом Владимира Путина, дал изданию интервью, в котором объявил владельцем здания себя и заявил, что здание будет апарт-отелем. Вскоре после этого заместитель главного редактора «Mash» Сергей Титов заявил, что решение о выходе репортажа о «дворце Путина» принимали «люди в костюмах», а не сотрудники «Mash», и сравнил происходящее с цензурой в СССР. В связи с этим он сообщил о своём уходе из издания.
Государственный федеральный телеканал «Россия-1» опубликовал часть сюжета с журналистом Александром Рогаткиным для программы «Вести недели», в котором сооружение названо недостроенным апарт-отелем. Канал показал отделочные работы и короткий комментарий одного из строителей, который назвал объект гостиницей с номерами, общими зонами и бассейном. В сюжете утверждалось, что комплекс зданий принадлежит некой транспортной компании, а запрет на съёмку и бесполётный режим над территорией резиденции объяснялся тем, что в этом районе на берегу моря расположено трёхэтажное здание пограничной службы ФСБ. Рогаткин заявил, что владельцы здания много раз менялись и указал на отсутствие во дворце мраморных колонн и золотых орлов на воротах, показанных в фильме ФБК (при этом орлы на воротах можно увидеть на видеоролике, опубликованном в феврале 2011 года активистами «Экологической вахты по Северному Кавказу»). В репортаже также утверждалось, что расследование ФБК якобы ангажировано, так как было снято на немецкой киностудии Black Forest.

По мнению издания МБХ медиа, «сюжеты» Mash и «России-1» пытались укоренить мысль о том, что объект только строится и совсем не похож на представленный в фильме ФБК дворец. Глава отдела расследований ФБК Мария Певчих, принимавшая участие в работе над фильмом, следующим образом прокомментировала видео «Mash»: 
Мне пишут журналисты и просят прокомментировать видео помоечного телеграм-канала Mash из дворца. Комментировать здесь нечего. Mash подтвердили то, что мы писали про ремонт и плесень, спасибо, конечно, но мы и так это знали. Отдельное спасибо за показанную вблизи аквадискотеку.
7 февраля в программе «Вести недели» вышел репортаж Анастасии Поповой «Немецкая жизнь Навального: вилла в престижнейшем районе Фрайбурга», в котором изучает дом Навального, в котором он проживал после выписки из клиники в рамках реабилитации, и размышляет о том, из каких средств всё это оплачено. Журналистка сравнивает его с дворцом Путина из расследования Навального и делает акцент на наличии в квартире кофеварки, двух диванов, вазы с фруктами и бутылки вина. Сам Навальный ранее сообщал, что его лечение и проживание в Германии оплачивал Евгений Чичваркин. «Настоящее время» нашло ряд сомнительных или несоответствующих действительности утверждений Поповой (завышение в два раза стоимости аренды и в полтора раза — срока проживания; утаивание ряда данных; пересказ поста сотрудницы МИДа Марии Захаровой под видом информации о киностудии Black Forest; завышение оценки бюджета расследования — якобы в 1 млн евро — без указания источников). По словам хозяина виллы, журналисты ВГТРК сняли жильё на выходные под видом пары туристов и незаконно снимали на скрытую камеру, а Анастасия Попова использовала при заселении бельгийский паспорт на свою фамилию по мужу Боурт. Узнав о выходе сюжета, он обратился в полицию, а также снял пародию на репортаж «Вестей». При этом сама Попова является владелицей 1/4 части московской квартиры площадью 150 кв. метров и стоимостью от 42 до 58,8 млн руб., её соседом по дому является телеведущий России-1 Владимир Соловьёв.
12 февраля 2021 года в ответ на негативные заявления официальных лиц и репортажи государственных СМИ о фильме ФБК про «дворец Путина» глава отдела расследований ФБК Мария Певчих выпустила ролик на официальном Ютьюб-канале Алексея Навального. В ролике она приводит факты и документы, опровергающие обвинения к создателям фильма и к приведённым в фильме фактам со стороны властей .

#### Латвия
Издание «Meduza» опубликовало беседы с занятыми на строительстве дворца в Геленджике рабочими. Они подтвердили, что здание и все находящиеся рядом с ним объекты сооружаются в интересах Владимира Путина, который несколько раз посещал мыс Идокопас. По их словам, на территории резиденции располагается уникальный 16-этажный бункер и ещё некоторые другие части объекта вроде резервуарного парка с морской водой для бассейна и «наклонные выработки с трубопроводами, которые соединяют ущелье с главным объектом», о которых расследование ФБК не сообщало. Строители заявили, что «ёршики» и прочие элементы интерьера — это «мелочь» по сравнению с другими статьями расходов: основная часть средств идёт на «сложные капитальные работы», в то же время они отвергли предположения об использовании в отделке и внутреннем убранстве золота.
Также «Meduza» взяла интервью у архитектора Ланфранко Чирилло, который поведал, что проектировал дворец для «Стройгазконсалтинг» Зияда Манасира. Манасир, в свою очередь, косвенно связан с Путиным. Он был в списке гостей на свадьбе дочери Путина Екатерины Тихоновой и Кирилла Шамалова. Дочь друга детства Путина была также акционером «Стройгазконсалтинга». Сам Чирилло стал акционером банка «Союзный» одновременно с Татьяной Кузнецовой, женой бывшего начальника ФСО Кремля Анатолия Кузнецова, владелицей фирмы, управлявшей резиденцией.

#### Германия
Фильм вызвал широкий резонанс в немецких СМИ. Почти все они шокированы размахом предполагаемого дворца Владимира Путина. Отмечается огромная территория дворца: она в 39 раз превышает площадь Княжества Монако.
По мнению экспертов, опрошенных Deutsche Welle, расследование стало серьёзным ударом по позициям властей и имиджу президента Путина. Также оно серьёзно расширило аудиторию Навального.
Помимо этого, расследование снимает несколько негласных табу: ранее критике и обвинениям в коррупции подвергалось только окружение президента, самого же Путина до этого момента столь серьёзно не обвиняли. Другим табу, которое в этом расследовании нарушил Навальный, стало обсуждение личной жизни Путина.
Журнал Spiegel посчитал расследование своеобразным ответом на отравление Навального в августе 2020 года.
Телерадиокомпания Deutsche Welle провела параллель между этим расследованием и скандалом с резиденцией Межигорье бывшего президента Украины Виктора Януковича.

#### Великобритания
Телерадиокомпания BBC опубликовала обзор фильма, в котором она разобрала сюжет фильма и связала его выводы с выводами расследований самой BBC (об аренде охотничьих угодий, окружающих дворец) и издания «Проект» (о Светлане Кривоногих).
The Guardian назвала фильм «колоссальным расследованием о богатствах Путина» и выразила мнение, что, даже оставаясь в тюрьме, Навальный продолжает представлять опасность для президента России.
The Times пишет, что «безумное великолепие» «дворца удовольствий короля Влада» поражает даже на фоне причуд богатых дам, подбирающих себе яхту под цвет любимого бикини.

#### США
The New York Times опубликовала статью о фильме под названием «Навальный из тюрьмы выпускает отчёт, описывающий роскошный „дворец“ Путина». В статье отмечалась масштабность и подробность расследования, количество представленных в фильме финансовых документов и других доказательств в пользу версии о том, что этот дворец ― «самая большая взятка в истории». Хотя о дворце было известно и ранее, Навальный смог представить уже известные и новые факты в своём фирменном стиле, благодаря которому его ролики столь популярны.

### Реакция политологов
Политолог Александр Кынев посчитал, что расследование Навального нанесло серьёзный удар власти, после которого любые действия властей в отношении Навального будут восприниматься как месть за это расследование.
По мнению политолога Аббаса Галлямова, в отличие от предыдущих расследований, адресованных прежде всего среднему классу, целевой аудиторией этого расследования является так называемый глубинный народ, который до последнего времени считался оплотом властей.
Политолог Глеб Павловский назвал этот фильм «коммуникационным взрывом» для Навального из-за стремительного роста числа просмотров.

### Реакция деятелей культуры
Организация российских кинематографистов «КиноСоюз» опубликовала 25 января открытое письмо, в котором призвала освободить Навального и его сторонников и расследовать покушение на него. В письме, в частности, утверждалось, что «фильмы Навального и его съёмочной группы… посмотрело большее число зрителей, чем любой отечественный блокбастер, и оценило профессиональное киносообщество». Обращение подписали более 30 человек, в том числе режиссёры Алексей Попогребский (председатель «КиноСоюза»), Виталий Манский, Андрей Прошкин, Григорий Амнуэль.
Певец, основатель группы «Машина времени» Андрей Макаревич заявил, что фильм произвёл на него тяжёлое впечатление из-за «степени беззакония, до которой мы дошли» и из-за того, что роскошь, показанная в фильме, вызывает шок и недовольство лишь у небольшой части населения, тогда как другая его часть воспринимает это с равнодушием или даже с одобрением типа «Царь и должен жить во дворце».
В вышедшем в 26 февраля 2021 года выпуске программы «Comedy Club» её резидент Павел Воля пошутил про расследование ФБК про «Дворец Путина» (не упомянув ни фамилию Навального, ни фамилию Путина). Видеосервис Premier, который вместе с телеканалом ТНТ принадлежит холдингу «Газпром-Медиа», опубликовал этот выпуск, вырезав часть про дворец.

### Реакция властей
Пресс-секретарь президента России Дмитрий Песков заявил, что это не дворец Путина и что власти уже про это заявляли ранее. Песков также прокомментировал просьбы перечислить пожертвования в ФБК в конце фильма, обвинив создателей в мошенничестве и порекомендовав зрителям не переводить деньги создателям фильма. Позже Песков заявил, что дворцом владеют один или несколько бизнесменов, однако отказался назвать их имена, а также комментировать факт наличия над дворцом бесполётной зоны.
25 января Владимир Путин в ходе онлайн-встречи с российскими студентами заявил, что «ничего из того, что там указано в качестве моей собственности, ни мне, ни моим близким родственникам не принадлежит и никогда не принадлежало». Путин отметил, что не смотрел фильм целиком, а только просмотрел видеоподборки, которые для него подготовили помощники. По мнению Путина, авторы фильма «решили всеми этими материалами промыть мозги наших граждан». Также Путин в своём ответе, немного видоизменив, процитировал фразу из романа «Двенадцать стульев»: «Скучно, девочки». Комментируя ответ Путина, политтехнолог Марат Гельман отметил, что по существу на вопрос президент не ответил, поскольку суть расследования состоит не в том, на кого оформлено имущество юридически, а о российской коррупционной системе в целом. При этом, по данным издания «Медуза», Путин как минимум четыре раза посещал стройку дворца.

### Реакция в интернете
Расследование о роскошно обставленном дворце президента России Владимира Путина в Геленджике вызвало ажиотаж среди пользователей интернета. Кадры фильма стали основой для создания множества мемов, а впечатляющая дороговизна особняка Путина — поводом для издевательских шуток. Большой интерес вызвали так называемые «склад для грязи» и «аквадискотека». Также пользователи соцсетей сравнивали дворец с Межигорьем, отмечая, что дворец по всем параметрам намного превосходит скандально известную резиденцию бывшего украинского президента Виктора Януковича.
По мотивам фильма вышел юмористический клип «Аквадискотека» с участием актёра Александра Гудкова. В описании к видео значилось, что его авторы «против ограничения свободы невиновных людей». Также по мотивам фильма был снят пародийный юмористический ролик о дворце вымышленного персонажа Виталия Наливкина.
События фильма также упоминаются в игре «Collapse: A Political Simulator» (2021)[значимость факта?].

## Акции протеста

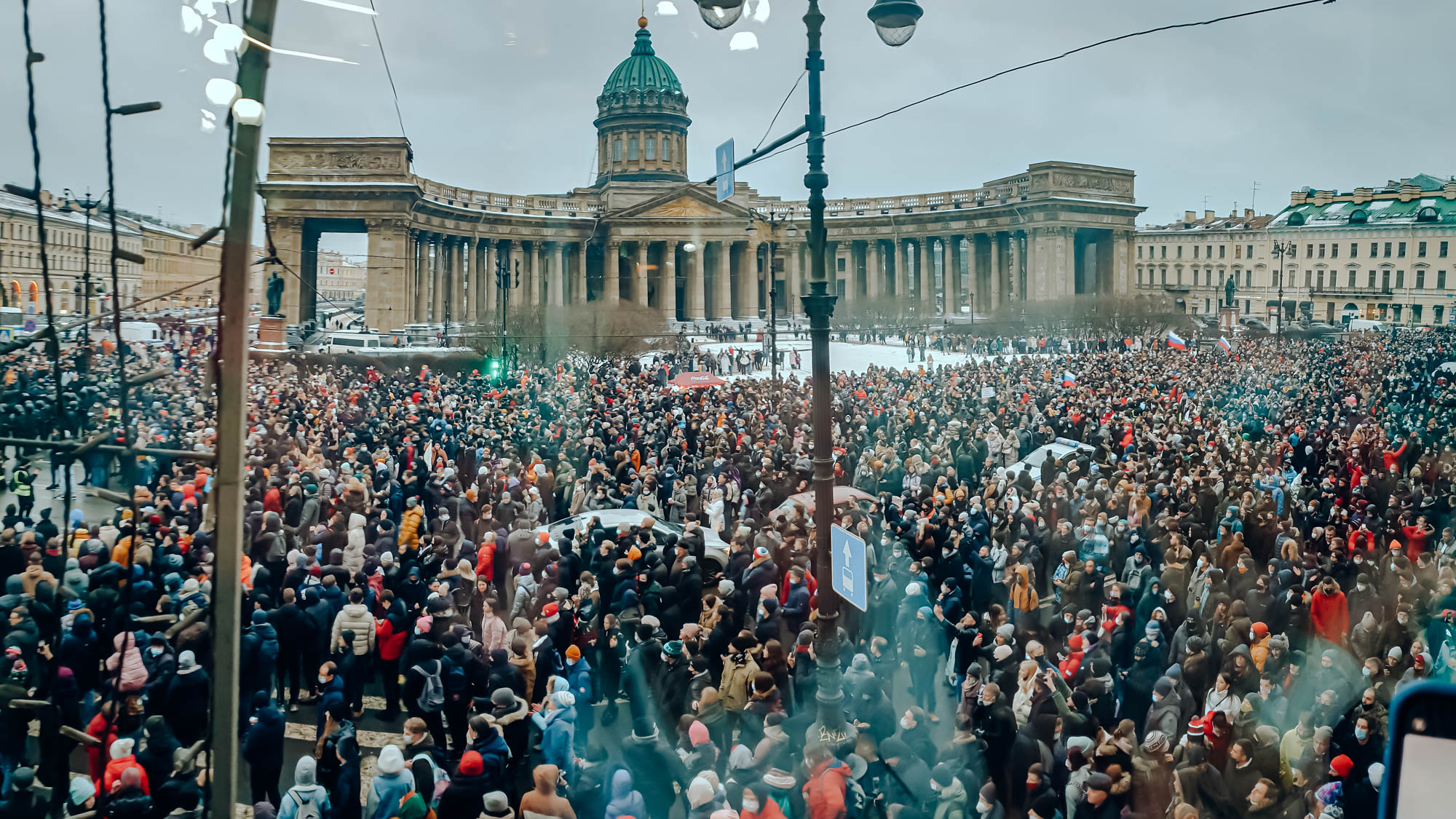
Протестующие у Казанского собора в Санкт-Петербурге 23 января 2021 года

Протесты в России 23 января 2021 года были анонсированы Фондом борьбы с коррупцией во время публикации документального фильма-расследования «Дворец для Путина. История самой большой взятки». Причиной протестов являются задержание и арест оппозиционного политика Алексея Навального и его заявления о коррупции в адрес действующего президента России Владимира Путина.

## Связанные расследования
25 февраля 2021 года телеканал Deutsche Welle опубликовал программу, в которой привёл ряд фактов в подтверждение фильма Навального. Так, были показаны фотографии ворот дворца с двуглавым орлом, сделанные в 2011 году проникшими на территорию дворца экологами (при этом в программе Deutsche Welle обращается внимание, что хотя в анимации Навального в качестве орла по ошибке взят герб Черногории, на фотографиях экологов запечатлён именно герб России). В программе опровергаются доводы об иностранном происхождении текста фильма, а также приводятся доказательства связи дворца с администрацией президента: наличие над дворцом бесполётной зоны с эшелоном, соответствующим официальной администрации президента в Сочи, GPS-спуфинг, присутствие ФСО и показания подрядчиков, выполнявших работы во дворце именно для резиденции президента по заказу администрации президента.
15 апреля 2021 года на YouTube-канале Алексея Навального вышел видеоролик «Тайна валдайской дачи Путина», посвящённый официальной резиденции Путина «Долгие Бороды» недалеко от города Валдай. В ролике утверждается, что участок площадью 150 га, на котором стоят технические постройки и гостевые домики, принадлежит Российской Федерации и находится в бессрочной аренде у ФСО, в то время как другой участок площадью 100 га, на котором стоят основные объекты резиденции, принадлежит фирме ООО «Прайм» Юрия Ковальчука — близкого друга Путина — и арендуется Управлением делами президента, за что из бюджета ежегодно платится арендная плата около 300 млн рублей (за последние десять лет сумма составила 2,7 миллиарда рублей). Кроме того, в ролике показано, что многие атрибуты этой резиденции схожи с дворцом в Геленджике (например, там есть церковь, вип-ресторан, мини-казино и спа-комплекс площадью 7000 квадратных метров), а китайский павильон, используемый в качестве гостевого домика, строила фирма «Кредо», которая на данный момент, по данным авторов, отвечает за стройку дворца под Геленджиком.
13 мая 2021 года Русская служба Би-би-си заявила, что в её распоряжении оказался массив из сотен документов за период с середины 2000-х и до начала 2010-х годов, касающихся дворца в Геленджике, в том числе его продажи в 2011 году. По заявлениям Би-би-си, документы подтверждают многие выводы расследования Алексея Навального, в том числе то, что Николай Шамалов являлся лишь номинальным собственником объекта; что в 2011 году дворец был формально продан Шамаловым Александру Пономаренко по цене в 1000 раз ниже реальной; что после продажи Шамалов продолжил фактически управлять дворцом; и другие детали.
20 января 2022 года на YouTube-канале Алексея Навального был размещён видеосюжет «Золотое безумие. Реальные фотографии дворца Путина» (ведущие Георгий Албуров и Мария Певчих). Команда Навального предъявила оказавшиеся в их распоряжении 479 фотографий с интерьерами здания. В интервью телеканалу «Дождь» Албуров заявил, что фотографии сделаны примерно в 2014 году и были получены от людей, которые работали в то время в резиденции, затем все фотографии были сверены с планом дворца. Кроме того, Албуров заявил, что, по имеющимся у него данным, в течение года после выхода фильма Навального схема финансирования дворца не поменялась. За первые сутки сюжет набрал более 2,5 млн просмотров, став лидером в трендах YouTube.

## Награды
В январе 2021 года Алексей Навальный, Мария Певчих и Георгий Албуров получили премию «Редколлегия» за фильм «Дворец для Путина. История самой большой взятки». Сергей Пархоменко, один из членов жюри, так прокомментировал вручение награды: 

«Это прежде всего исключительного качества уровень подачи материала, то, что связано с видеомастерством, инфографией, съёмками этого фильма. Плюс — высокий аналитический уровень, когда они использовали и те сведения, которые были известны уже раньше, и дополнили их большим количеством новой информации, прежде всего связанной с финансовыми и организационными схемами, которые потребовались для того, чтобы соорудить этот дворец. Все это вместе, на наш взгляд, является журналистским расследованием чрезвычайно высокого качества».